# Una noche de perros
Una noche de perros (título original en inglés: The gun seller) es una novela escrita por el británico Hugh Laurie y publicada, por primera vez, en 1996. La novela se publicó en España diez años después con el título Una noche de perros y en 2010 en Latinoamérica con el título El vendedor de armas.

## Sinopsis
Thomas Lang es un excapitán de la Guardia Escocesa del Ejército Británico que recibe un encargo: asesinar a un hombre. Como sus principios no le permiten cometer asesinato, intenta avisar a la futura víctima y acude a su casa. Lo que no imagina es encontrarse a individuo que intenta matarle y a una atractiva joven. A partir de esa noche, su vida cambiará para siempre y se verá envuelto en una trama a nivel mundial.